# Тензорное поле Киллинга
Тензорное поле Киллинга — симметричное тензорное поле, удовлетворяющее уравнению {\displaystyle \nabla _{(i}K_{i_{1}\dots i_{n})}=0.} Тензоры Киллинга обеспечивают наличие интегралов движения {\displaystyle K_{i_{1}\dots i_{n}}(x){\frac {dx^{i_{1}}}{d\tau }}\dots {\frac {dx^{i_{n}}}{d\tau }}} для уравнений геодезических, которые имеют {\displaystyle n}-й порядок по скоростям. Поскольку с тензорами Киллинга (ранга выше первого) не связано преобразование координат в пространстве-времени, их отождествляют с так называемыми скрытыми симметриями.

## Примеры
- Поле Киллинга — векторное поле Киллинга
- Метрика Керра — обладает тензорным полем Киллинга второго ранга